# Gerichtsbezirk Illyrisch-Feistritz
Der Gerichtsbezirk Illyrisch-Feistritz (bis 1902 Feistritz, slowenisch: sodni okraj Bistrica bzw. sodni okraj Ilirska-Bistrica) war ein dem Bezirksgericht Illyrisch-Feistritz unterstehender Gerichtsbezirk im Kronland Krain. Er umfasste Teile des politischen Bezirks Adelsberg (Postojna) und wurde 1919 dem Staat Jugoslawien zugeschlagen.

## Geschichte
Der Gerichtsbezirk Feistritz entstand infolge eines Ministervortrags vom 6. August 1849, in dem die Grundzüge der Gerichtseinteilung festgelegt wurden. Nachdem im Dezember 1849 die Gebietseinteilung der Gerichtsbezirke sowie die Zuweisung der Gerichtsbezirke zu den neu errichteten Bezirkshauptmannschaften durch die „politische Organisierungs-Commission“ festgelegt worden war, nahmen die Bezirksgerichte der Krain per 1. Juni 1850 ihre Tätigkeit auf. Dem Bezirksgericht Feistritz wurden durch die Landeseinteilung der Krain im März 1850 die 33 Katastralgemeinden Berze, Dobropole, Dornegg, Feistritz, Grafenbrunn, Grossbukowitz, Harje, Jablanitz, Janeschouberdo, Jassen, Jurschitsch, Kleinbukowitz, Koritenze, Kosese, Kühlenberg, Meretsche, Obersemon, Parje, Postenje, Prem, Rotheschouberdu, Sagurie, Saretschie, Sartschitza, Schembie, Smerje, Terptschane, Tomigne, Topolz, Tschele, Untersemon, Verbou und Watsch zugewiesen. Zusammen mit den Gerichtsbezirken Adelsberg (Postojna), Senosetsch (Senožeče) und Wippach (Vipava) bildete der Gerichtsbezirk Illyrisch-Feistritz den politischen Bezirk Adelsberg.
Der Gerichtsbezirk wies 1880 eine anwesende Bevölkerung von 10.502 Personen auf, wobei 10.448 Menschen Slowenisch und 17 Menschen Deutsch als Umgangssprache angaben. 1910 wurden für den Gerichtsbezirk 12.037 Personen ausgewiesen, von denen 11.885 Slowenisch (98,7 %) und 21 Deutsch (0,2 %) sprachen.
Im Zuge der Umbenennung des Gerichtssitzes Feistritz in „Illyrisch-Feistritz“ wurde auch der Gerichtsbezirk 1902 in „Illyrisch-Feistritz“ benannt. Durch die Grenzbestimmungen des am 10. September 1919 abgeschlossenen Vertrages von Saint-Germain wurde der Gerichtsbezirk Adelsberg zur Gänze dem Königreich Jugoslawien zugeschlagen.

## Gerichtssprengel
Der Gerichtssprengel Illyrisch-Feistritz umfasste infolge der Zusammenfassung der Katastralgemeinden zu Gemeinden 1910 die elf Gemeinden Čelje (Tschele), Trnovo (Dornegg), Knežak (Grafenbrunn), Ilirska Bistrica (Illyrisch Feistritz), Jablanica (Jablanitz), Janeževo Brdo (Janeschouberdu), Kilovče (Killenberg), Prem, Ratečevo Brdo (Rateschouberdu), Smerje und Zagorje (Sagorje).